# Hermann Adolph Köhler
Hermann Adolph Köhler (Görlitz, 13 de Julho de 1834 — Halle an der Saale, 6 de Fevereiro de 1879) foi um médico e farmacologista que se notabilizou no campo da fitoterapia.

## Biografia
Nasceu a 13 de Julho de 1834 em Görlitz, filho do comandante da polícia local. Depois de concluir os estudos preparatórios em Görlitz, matriculou-se no curso de medicina da Universidade de Breslau.
Depois de se ter transferido para a Universidade Humboldt, em Berlim, e de uma passagem pela Universidade de Halle, em 1857 obteve em Breslau a sua formatura em Medicina. Terminado o curso, de 1859 a 1861 foi médico assistente da Clínica de Halle (a Hallensischen Klinik), recebendo de seguida aprovação para a prática médica autónoma.
Depois de passar no exame médico, estabeleceu-se como médico residente em Alsleben, mas pouco depois transferiu a sua prática médica para Wettin. Como médico militar, participou da campanha de 1866 na Boémia, no contexto da Guerra Austro-Prussiana.
No ano seguinte interrompeu a sua prática médica e doutorou-se em Medicina pela Universidade de Halle, passando a trabalhar como instrutor naquela Universidade, dedicando-se ao ensino da farmacologia.
Durante a Guerra Franco-Alemã de 1870-1871 foi cirurgião de um regimento, merecendo pelo seu trabalho como clínico durante a guerra ser condecorado com a Cruz de Ferro.
Terminada a guerra, voltou ao exercício da medicina em Halle, especializando-se em farmacologia e fisiologia, sendo a partir de 1872 o cirurgião distrital. Dois anos mais tarde, passou a exercer as funções de responsável pelo serviço provincial de vacinação (Provinzialimpfinstitutes). A partir de 1874, passou a leccionar na Universidade de Halle como professor extraordinário.
No Inverno 1877 Köhler foi diagnosticado como sofrendo de artrite reumatóide, doença que acreditava ter contraído devido ao seu trabalho num "espaço de laboratório totalmente inadequado, molhado". Faleceu dessa doença a 6 de Fevereiro de 1879.
Num artigo publicado 1872, explicou a razão para o efeito de antídoto da terebentina com o fósforo. A sua obra sobre plantas medicinais foi editada postumamente, ficando conhecida pelo título de Plantas Medicinais de Köhler.

## Obras
Entre as obras editadas contam-se:
- Monographie der Meningitis spinalis (1861)
- De myelini, quod vocant, chemica constitutione (Habilitationsschrift; deutsch 1868 unter dem Titel Chemische Untersuchungen über die fälschlich Hirnfette genannten Substanzen)
- Ueber Wert und Bedeutung des sauerstoffhaltigen Terpentinöls bei der akuten Phosphorvergiftung (1872)
- Die lokale Anästhesierung durch Saponin (1873)
- Ueber arhythmische Herzbewegungen (1873)
- Handbuch der Physiologischen Therapeutik und Materia medica (1876)
- Ueber Wirkungen des Chinins (1877)
- Grundriß der Materia medica für praktische Aerzte und Studirende. Mit besonderer Rücksichtnahme auf die Pharmacopaea germanica (1877)
- Ueber die Wirkungen der Mutterkornpräparate (1877)
- Aerztliches Recept-Taschenbuch : zugleich eine gedrängte Übersicht der gesamten Arzneimittellehre für Kliniker und praktische Ärzte ; auf Grundlage von "Justus Radius auserlesene Heilformeln". Voss, Leipzig 1879 (Digitalisierte Ausgabe der Universitäts- und Landesbibliothek Düsseldorf)